# Ostranjevanje
Pri operacijskih sistemih je ostranjevanje (tudi delitev na strani) način upravljanja s pomnilnikom.
Programska koda in podatki so razrezani na krajše odseke enake velikosti, ki se posamično nalagajo v pomnilnik. Le-ta je razdeljen na enako velike enote - okvirje (angl. frame), ki so enake velikosti kot strani. Vsak okvir vsebuje po eno stran.
V primeru da so vsi okvirji zasedeni, mora operacijski sistem poskrbeti za sprostitev enega izmed okvirjev. Stran, ki se trenutno nahaja v žrtvenem okvirju, operacijski sistem začasno odloži na sekundarni pomnilnik (disk) in v sproščen okvir naloži relevantno stran.
Operacijski sistem izbira okvirje za zamenjavo strani s pomočjo različnih algoritmov. 
Operacijski sistem upravlja z tabelo okvirov (angl. frame table), ki pove katere strani so v posameznih okvirjih in katerim procesom pripadajo.

## Algoritmi za zamenjavo strani
Ko proces zahteva stran, ki je še ni v pomnilniku, pride do napake strani (angl. page fault). Stran, ki se potrebuje je potrebno naložiti v enega izmed okvirjev. Pri tem moramo izbrati ciljni okvir s pomočjo algoritmov zamenjave strani. Le-ta mora povzročati čim manj napak strani (zamenjav).

### FIFO(First-In-First-Out)
Gre za algoritem ki zamenja stran v pomnilniku, ki je najdlje prisotna.

### LRU (Least Recently Used)
Zamenja stran, ki že najdalje časa ni bila v uporabi.

### Števni algoritmi
Temeljijo na štetju dostopov strani. Le-to omogoča zamenjevanje strani, ki je najmanjkrat uporabljena (angl. LRU - Least Frequently Used) ali pa tiste, ki je bila največkrat uporabljena (angl. MRU - Most Frequently Used).